# Gran ducado

Bandera del Gran Ducado de Toscana entre 1562 y 1737.

Un gran ducado es un territorio cuyo jefe de Estado es un monarca que ostenta el título de Gran Duque o Gran Duquesa.
A día de hoy Luxemburgo es el único país soberano que permanece siendo un Gran Ducado. Sin embargo, algunos históricos grandes duques aún conservan dichos honores, normalmente desde el Congreso de Viena en 1814-1815.

## grandes ducados europeos
Entre el período comprendido entre las guerras napoleónicas y la Segunda Guerra Mundial hubo bastantes grandes ducados en Europa. Un considerable número de grandes ducados fueron creados en la era napoleónica, y más tarde con el Congreso de Viena y la fundación de la Confederación Alemana.
- Gran Ducado de la Toscana (1569-1860, posteriormente parte de Italia)
- Gran Ducado de Berg (1806-1813, parte de Prusia)
- Gran Ducado de Würzburg (1806-1814, posteriormente parte de Baviera)
- Gran Ducado de Baden (1806-1918, parte del Imperio alemán desde 1871)
- Gran Ducado de Hesse (Hesse-Darmstadt) (1806-1918, parte del Imperio alemán desde 1871)
- Gran Ducado de Fulda (1816-1866) parte del Electorado de Hesse (Hesse-Kassel)
- Gran Ducado de Finlandia (traducido en ocasiones como Gran Principado, 1809-1917 unión personal a Rusia, República desde 1917)
- Gran Ducado de Frankfurt (1810-1813, posteriormente parte de numerosos estados alemanes)
- Gran Ducado del Bajo Rin (1815-1822 como parte de Prusia)
- Gran Ducado de Lituania (1009-1569)
- Gran Ducado de Luxemburgo (desde 1815, en unión personal con Países Bajos hasta 1890)
- Gran Ducado de Mecklenburg-Schwerin (1815-1918, parte del Imperio alemán desde 1871)
- Gran Ducado de Mecklenburg-Strelitz (1815-1918, parte del Imperio alemán desde 1871)
- Gran Ducado de Posen (1815-1848 como parte de Prusia)
- Gran Ducado de Sajonia (Sajonia-Weimar-Eisenach) (1815-1918, parte del Imperio alemán desde 1871)
- Gran Ducado de Oldemburgo (1829-1918, parte del Imperio alemán desde 1871)
- Gran Ducado de Cracovia (1846-1918 en unión personal con Austria, parte de Polonia)

El término "Gran Ducado" es en ocasiones erróneamente usado para el Ducado de Varsovia (1807-1813), que fue un ducado y no un gran ducado.